# Episodi di Scream (seconda stagione)
La seconda stagione della serie televisiva Scream è andata in onda dal 30 maggio 2016 sul canale via cavo e satellitare statunitense MTV. Si compone di 12 episodi, trasmessi dal 30 maggio al 16 agosto 2016, più un doppio speciale trasmesso in occasione di Halloween il seguente 18 ottobre.
Tutti i titoli della stagione rappresentano una diretta citazione di titoli di famose pellicole thriller e horror. All'inizio di questa stagione Kiana Ledé e Santiago Segura entrano nel cast principale, mentre al termine ne esce Kiana Ledé. Nuovi personaggi compaiono poi nello speciale di ottobre.
In Italia gli episodi sono pubblicati sulla piattaforma on demand Netflix il giorno dopo la messa in onda statunitense.
| nº | Titolo originale                | Titolo italiano                         | Prima TV USA    | Prima TV Italia |
| -- | ------------------------------- | --------------------------------------- | --------------- | --------------- |
| 1  | I Know What You Did Last Summer | So cosa hai fatto l'estate scorsa       | 30 maggio 2016  | 31 maggio 2016  |
| 2  | Psycho                          | Psycho                                  | 6 giugno 2016   | 7 giugno 2016   |
| 3  | Vacancy                         | Vacancy                                 | 13 giugno 2016  | 14 giugno 2016  |
| 4  | Happy Birthday to Me            | Buon Compleanno a me                    | 20 giugno 2016  | 21 giugno 2016  |
| 5  | Dawn of the Dead                | L'alba dei morti viventi                | 28 giugno 2016  | 29 giugno 2016  |
| 6  | Jeepers Creepers                | Jeepers Creepers - Il canto del diavolo | 5 luglio 2016   | 6 luglio 2016   |
| 7  | Let The Right One In            | Lasciami entrare                        | 12 luglio 2016  | 13 luglio 2016  |
| 8  | Village of the Damned           | Il villaggio dei dannati                | 19 luglio 2016  | 20 luglio 2016  |
| 9  | The Orphanage                   | The Orphanage                           | 26 luglio 2016  | 27 luglio 2016  |
| 10 | The Vanishing                   | The Vanishing - Scomparsa               | 2 agosto 2016   | 3 agosto 2016   |
| 11 | Heavenly Creatures              | Creature del cielo                      | 9 agosto 2016   | 10 agosto 2016  |
| 12 | When a Stranger Calls           | Chiamata da uno sconosciuto             | 16 agosto 2016  | 17 agosto 2016  |
| 13 | Halloween                       | Finale: Halloween / Halloween II        | 18 ottobre 2016 | 19 ottobre 2016 |
| 14 | Halloween II                    | Finale: Halloween / Halloween II        | 18 ottobre 2016 | 19 ottobre 2016 |

## So cosa hai fatto l'estate scorsa
- Titolo originale: I Know What You Did Last Summer
- Diretto da: Brian Dannelly
- Scritto da: Michael Gans e Richard Register

### Trama
L'episodio comincia con la proiezione di un film horror, dove una ragazza uccide brutalmente una sua amica per il cattivo giudizio che questa aveva nei suoi confronti. Il film è proiettato allo "Zenith Teatre", cinema dove lavora Audrey Jensen. Durante la proiezione la ragazza riceve alcuni messaggi inquietanti da uno sconosciuto che si dichiara un amico di un amico. Subito dopo viene chiamata da Noah, che la informa che passerà a prenderla dopo il lavoro per andare alla festa di bentornato di Emma. Finito il film Audrey fa uscire tutti dalla sala e chiude la porta principale. Sicura di essere sola, Audrey si spaventa molto quando si scontra accidentalmente con una ragazza rimasta dentro. Le due si dirigono all'uscita secondaria del cinema quando improvvisamente le luci della sala si spengono e il proiettore si accende mostrando un cartone animato sullo schermo. Audrey perde di vista la ragazza e un attimo dopo una persona armata di un coltello e con addosso la maschera di Brandon James appare dal nulla. Audrey scappa verso l'uscita, ma non riuscendo a trovare la chiave della porta, corre inseguita dal "killer" che ha addosso una telecamera con cui sta riprendendo la scena. Audrey trova la ragazza che è colta di sorpresa dall'assassino che la pugnala. Nel frattempo arriva Noah che assiste inerme alla scena, bloccato al di fuori del cinema. Mentre il ragazzo chiama la polizia Audrey riesce ad accoltellare l'omicida. Questi si toglie la maschera e si scopre che tutto era uno scherzo. La ragazza, infatti era stata pugnalata per finta, l'assassino è solo un giovane liceale suo amico. All'arrivo della polizia, si scopre che il ragazzo non ha riportato gravi ferite, Audrey viene difesa dallo sceriffo Acosta perché ha agito per autodifesa in un momento di panico.
In seguito Audrey e Noah si recano a casa di Kieran dove sono presenti anche Jake e Brooke, segretamente fidanzati, per dare il bentornato a Emma, che aveva lasciato Lakewood per tre mesi. Noah ha realizzato un podcast facendo interviste ai suoi amici e avvicinandosi sempre di più alla verità sul complice di Piper. Vorrebbe intervistare anche Emma che però non vuole saperne. In seguito Audrey riceve una chiamata da colui che si rivela essere il nuovo assassino che conosce tutta la verità e quindi il suo legame con Piper. Jake e Brooke ga vanno poi a fare un bagno nella piscina della scuola dove però litigano e in seguito Jake cade in una trappola venendo catturato dall'assassino. Emma passa la notte a casa di Kieran (dove su ripete il suo incubo dove sogna una fattoria di maiali probabilmente appartenente a Troy James, il fratello di Brandon) e l'indomani dopo essere passata dalla madre torna a scuola. Jake nel frattempo è stato rinchiuso in un vecchio capanno (e viene osservato da una telecamera) la cui porta è chiusa da una catena e vede un'ascia con cui tenta di rompere la catena ma viene nuovamente raggiunto dall'assassino. Emma e Kieran decidono di andare avanti e superare i loro problemi e la ragazza concede la tanto aspirata intervista a Noah. Nel suo podcast però vede l'immagine della fattoria dove si svolge il suo incubo e si reca sul posto insieme a Brooke. Jake nel frattempo è stato legato a testa in giù e l'assassino lo osserva mentre tenta di liberarsi ma quest'ultimo si avvicina al ragazzo e lo uccide squarciandolo con una falce. Emma non trova nulla nella fattoria e vede in seguito una luce provenire da una casa accanto; entra nella casa e nota che la luce proviene da una televisione accesa. All'improvviso sente un rumore e vede una persona avvicinarsi a lei. L'episodio si conclude con un'inquadratura di Emma mentre urla.
- Special guest star: Lele Pons (ragazza nel film).
- Guest star: Austin Highsmith (Karen Lang), Tom Maden (Jake Fitzgerald), Anthony Ruivivar (sceriffo Miguel Acosta).
- Musiche: CanvasBeta – Start a War; That Poppy – Money; The Sherman Family Singers – The Lobby is the Place; AYER – Shotgun 2 My Heart; Keke Palmer – Figure You Out; Bailey Laine – Down in Flames; Fickle Friends – Say No More; Pr0files – Get It Up[2].
- Ascolti USA: telespettatori 402 000 – rating 18-49 0,2%[3]
- Citazioni e riferimenti: Il titolo dell'episodio è un omaggio al film slasher del 1997 So cosa hai fatto, il quale è basato sull'omonimo romanzo del 1973 di Lois Duncan.

## Psycho
- Titolo originale: Psycho
- Diretto da: Scott Speer
- Scritto da: Meredith Glynn

### Trama
Emma si trova nella casa accanto al fienile dove vede qualcuno avvicinarsi a lei. Non appena la ragazza si mette a urlare lo sconosciuto scappa via. Emma raggiunge Brooke e le due lasciano il posto. Emma racconta la storia a Maggie che le rivela che quando era piccola era già stata in quel posto poiché la donna faceva spesso visita alla famiglia James. Maggie propone alla figlia di tornare insieme al fienile, ma una volta arrivate, tutto quello che Emma aveva visto prima non c'è più. Noah nel frattempo continua con le sue ricerche sul complice di Piper e dopo aver pubblicato sul suo podcast l'intervista ad Emma, un ragazzo tra i commenti scrive che può provare che Piper avesse una complice. Audrey venuta a sapere la notizia, comincia a preoccuparsi. Brooke è preoccupata perché Jake non si fa vivo da due giorni dopo la loro litigata e ricompare anche il sindaco Quinn Maddox, che dopo essere stato rilasciato ha deciso di rimediare a tutti gli errori commessi. Kieran trova a casa sua lo sceriffo Acosta insieme a sua zia Tina. Il ragazzo non dovrebbe vivere da solo e per evitare ulteriori problemi sua zia decide di trasferirlo ad Atlanta con lei e suo figlio Elia (cugino di Kieran). Emma a scuola incontra proprio Elia mentre la sera si reca nel bar dove lavorava per parlare con la sua professoressa di psicologia dei fatti avvenuti nel fienile dei James. Maggie nel frattempo si reca a casa di Kieran per parlare con sua zia e in seguito vi arriva Emma che si allontana per parlare da sola con Kieran. I due vanno al molo del lago Wren dove Emma ha un'allucinazione vedendo l'assassino mascherato in lontananza ma subito dopo corre tra le braccia di Kieran, i due si baciano e finiscono poi col fare l'amore nella macchina. Al loro ritorno la zia di Kieran comunica a quest'ultimo che continuerà a vivere a Lakewood e che lei e il cugino si trasferiranno li. Emma e Kieran sono felici della notizia e in seguito Emma torna a casa chiamando la madre per ringraziarla e dicendole di voler cenare insieme a lei. Durante la strada però Emma nota di essere seguita da una macchina e quando la ragazza urla al conducente di voler sapere perché la stia seguendo, dalla macchina esce suo padre Kevin Duval. Noah si reca dal ragazzo che può dimostrare le prove sul complice di Piper ma quest'ultimo riceve una telefonata da Audrey che minaccia di ucciderlo e così il giovane rifiuta l'intervista lasciando Noah a mani vuote. Brooke si reca alla centrale per denunciare la scomparsa di Jake. Lì trova Gustavo Acosta, il figlio dello sceriffo e mentre si reca nell'ufficio per sporgere la denuncia, riceve un messaggio da Jake. Dopo aver rinunciato al servizio fotografico per il Lakewood Days, deludendo il padre e dopo aver rivelato a quest'ultimo la sua relazione con Jake, Brooke si reca a casa di quest'ultimo ma non trova nessuno e viene osservata di nascosto da Gustavo. Audrey si reca in un deposito dove il giorno dopo andrà Noah per cercare le prove sul complice di Piper e vi trova il corpo squartato di Jake.
- Guest star: Bryan Batt (Quinn Maddox), Sean Grandillo (Eli Hudson), Austin Highsmith (Karen Lang), Karina Logue (Tina Hudson), Anthony Ruivivar (sceriffo Miguel Acosta), Tom Everett Scott (Kevin Duval).
- Musiche: Western Lows – Slow Plane; Leyya – I'm Not There; ADLT VDEO – Break ft. Mindy Jones; Harry Shadow – Flicker ft. Chi; Vok – Waiting; La Mar – Still Wild; Phlake – Angel Zoo[4].
- Ascolti USA: telespettatori 496 000 – rating 18-49 0,27%[5]
- Citazioni e riferimenti: Il titolo dell'episodio è un omaggio al film slasher del 1960 Psyco, il quale è basato sull'omonimo romanzo del 1959 di Robert Bloch.

## Vacancy
- Titolo originale: Vacancy
- Diretto da: Jamie Travis
- Scritto da: Steve Yockey

### Trama
Il rapporto di Emma con il padre si fa sempre più complesso, mentre lo stalker di Audrey alza la posta in gioco facendole uno sgradevole regalo.
- Guest star: Bobby Campo (Seth Branson), Sean Grandillo (Eli Hudson), Anthony Ruivivar (sceriffo Miguel Acosta), Tom Everett Scott (Kevin Duval).
- Musiche: Jamie Grant – Runaway; Yes You Are – HGX; Cub Sport – Come On Mess Me Up; Sun Culture – Young Blood; The Acorns – Please Come Back; The Owlsley Brothers – Rotten On The Vine[6].
- Ascolti USA: telespettatori 348 000 – rating 18-49 0,17%[7]
- Citazioni e riferimenti: Il titolo dell'episodio è un omaggio al film thriller psicologico a tinte horror del 2007 Vacancy, diretto da Nimród Antal.

## Compleanno di sangue
- Titolo originale: Happy Birthday to Me
- Diretto da: Daniel Stamm
- Scritto da: Brian Sieve

### Trama
Quando i Sei di Lakewood esplorano il proprio subconscio durante una festa a sorpresa, Brooke smette di preoccuparsi per la scomparsa di Jake.
- Guest star: Sosie Bacon (Rachel Murray), Bryan Batt (Quinn Maddox), Sean Grandillo (Eli Hudson), Tom Maden (Jake Fitzgerald), Anthony Ruivivar (sceriffo Miguel Acosta), Tom Everett Scott (Kevin Duval).
- Musiche: J Sutta – Forever; Clara-Nova – Quicksand; XYLO – Bang Bang; Mount Saint – Excuses; Western Lows – Hesitation; BESTie – Infinity; Beach Youth – Days; FMLYBND – Space & Time; FRENSHIP – 1000 Nights; Mike Posner – I Took A Pill in Ibiza (Seeb Remix); Seeb – Breathe; Litany – Work This Out; MISSIO – I Don't Even Care About You; Tep No – Under Rage; Tender – Afternoon; Terravita and Cats – Girl Robot; Wafia – Heartburn[8].
- Ascolti USA: telespettatori 271 000 – rating 18-49 0,13%[9]
- Citazioni e riferimenti: Il titolo dell'episodio è un omaggio al film slasher horror del 1981 Compleanno di sangue diretto da J. Lee Thompson.

## L'alba dei morti viventi
- Titolo originale: Dawn of the Dead
- Diretto da: Oz Scott
- Scritto da: Heath Corson

### Trama
L'omicidio di Jake fa chiudere il liceo George Washington e i sospetti aumentano, mentre Emma e i suoi amici temono che i loro incubi stiano per ridiventare realtà.
- Guest star: Bryan Batt (Quinn Maddox), Sean Grandillo (Eli Hudson), Austin Highsmith (Karen Lang), Karina Logue (Tina Hudson), Anthony Ruivivar (sceriffo Miguel Acosta).
- Musiche: WILDES – Bare[10].
- Ascolti USA: telespettatori 446 000 – rating 18-49 0,2%[11]
- Citazioni e riferimenti: Il titolo dell'episodio è un omaggio al film horror del 1978 L'alba dei morti viventi diretto da George A. Romero.

## Jeepers Creepers - Il canto del diavolo
- Titolo originale: Jeepers Creepers
- Diretto da: Evan Katz
- Scritto da: Anna Christopher

### Trama
Brooke si mette in moto per finire quanto lasciato in sospeso. Emma e Kieran iniziano ad avere problemi di fiducia. L'indagine per il podcast di Noah mette in pericolo lui e Audrey.
- Guest star: Bryan Batt (Quinn Maddox), Bobby Campo (Seth Branson), Austin Highsmith (Karen Lang), Karina Logue (Tina Hudson), Anthony Ruivivar (sceriffo Miguel Acosta).
- Musiche: Aquillo – Human; La Mar – Dead Sea; MYZICA – We Started a Fire; Novo Amor – Anchor; Polarsets – Leave Argentina; Bishop Briggs – River; Humans – Cold Soba[12].
- Ascolti USA: telespettatori 445 000 – rating 18-49 0,22%[13]
- Citazioni e riferimenti: Il titolo dell'episodio è un omaggio al film horror del 2001 Jeepers Creepers - Il canto del diavolo diretto da Victor Salva.

## Lasciami entrare
- Titolo originale: Let the Right One In
- Diretto da: Rodman Flender
- Scritto da: Steve Yockey

### Trama
Mentre la relazione tra Noah e Zoe si intensifica, Brooke e Audrey sono alla ricerca di Branson, che è stato rapito dal killer dopo essere stato lasciato nella stanza del motel da Brooke.
A scuola, la professoressa Lang viene aggredita dal killer. Quest'ultimo attira anche Brooke e Audrey sulla scena del crimine cercando di renderle sospette, senza riuscirci.
Emma e Eli, intanto, passano la giornata insieme. Durante la sera, lui la porta in una residenza abbandonata in un cantiere appartenente al padre di Brooke. Qualcuno, però, appicca un incendio che uccide definitivamente Seth (che era stato nascosto nel bagno dal killer).
- Guest star: Bobby Campo (Seth Branson), Sean Grandillo (Eli Hudson), Austin Highsmith (Karen Lang), Anthony Ruivivar (sceriffo Miguel Acosta).
- Musiche: Of Verona – Dark In My Imagination; Glassio – Today; Jerry Williams – Mother; CAPPA – Hey Hi Hello; SAFIA – Make Them Wheels Roll; WILDES – Illuminate; Glades – Drive; Astrid S – Hurts So Good; DEGA – Right Kind of Lover; Paul Otten – My Rope; Mike Posner – In The Arms Of A Stranger (Brian Kierulf Remix)[14].
- Ascolti USA: telespettatori 395 000 – rating 18-49 0,2%[15]
- Citazioni e riferimenti: Il titolo dell'episodio è un omaggio al film horror del 2008 Lasciami entrare diretto da Tomas Alfredson.

## Il villaggio dei dannati
- Titolo originale: Village of the Damned
- Diretto da: Gil Kenan
- Scritto da: Meredith Glynn

### Trama
In occasione del Carnevale, a Lakewood viene aperto il Luna Park. 
Mentre Kieran ed Eli hanno l'ennesima lite, Brooke si scontra con l'intera città durante il discorso per l'elezione della "Reginetta del Lago", competizione poi vinta da Zoe. 
Nel finale, Emma viene attirata dal killer nella casa degli orrori dopo che egli ha rapito Kieran. 
- Guest star: Bryan Batt (Quinn Maddox), Sean Grandillo (Eli Hudson), Anthony Ruivivar (sceriffo Miguel Acosta).
- Musiche: Majik – Closer; Billie Ellish – Watch Your Car Burn; Nina Nesbitt – Take You To Heaven; TEAM – I Like It[16].
- Ascolti USA: telespettatori 362 000 – rating 18-49 0,16%[17]
- Citazioni e riferimenti: Il titolo dell'episodio è un omaggio al film di fantascienza del 1960 Il villaggio dei dannati diretto da Wolf Rilla.

## The Orphanage
- Titolo originale: The Orphanage
- Diretto da: Leigh Janiak
- Scritto da: Brian Sieve

### Trama
Emma e Audrey capiscono il motivo per il quale entrambe sono state prese di mira dall'assassino. Il corpo di Piper, scomparso da tempo, viene finalmente ritrovato.
- Guest star: Bryan Batt (Quinn Maddox), Austin Highsmith (Karen Lang), Anthony Ruivivar (sceriffo Miguel Acosta).
- Musiche: Moonlight Breakfast – Go Get It; MARKS – The Modern Life; Embody – Best Thing (feat. Paul Aiden); JAHKOY – Still In Love (Digital Farm Animals Remix); Midnight To Monaco – One In A Million [Kant Remix]; Icona Pop – Someone Who Can Dance[18].
- Ascolti USA: telespettatori 352 000 – rating 18-49 0,15%[19]
- Citazioni e riferimenti: Il titolo dell'episodio è un omaggio al film horror del 2007 The Orphanage diretto da Juan Antonio Bayona.

## The Vanishing - Scomparsa
- Titolo originale: The Vanishing
- Diretto da: Kevin Kolsch e Dennis Widmyer
- Scritto da: Eoghan O'Donnell

### Trama
Noah cade in una trappola ideata dal killer, che lo cattura a Wren Lake fingendosi Zoe. Il ragazzo viene poi sepolto vivo nella fattoria di Troy James.
Intanto Audrey ed Emma, che hanno il compito di ritrovare l'amico prima che sia troppo tardi, litigano, ed Emma scopre altri particolari sui legami tra Audrey e Piper.
Alla fine dell'episodio, le ragazze riescono a salvare Noah in tempo, ma scoprono che anche Zoe è stata rapita e rinchiusa in una bara. I tre la cercano, fino a ritrovarla a Wren Lake; purtroppo, però, la ragazza è già affogata per via dell'acqua che entrava nella bara, posta sulla riva del lago.
- Guest star: Sean Grandillo (Eli Hudson), Anthony Ruivivar (sceriffo Miguel Acosta).
- Musiche: Screaming Tress - Nearly Lost You; Sam Tinnezs - Hold on For Your Life (Acoustic)[20].
- Ascolti USA: telespettatori  316 000 – rating 18-49 0,15%[21]
- Citazioni e riferimenti: Il titolo dell'episodio è un omaggio al film di genere thriller psicologico del 1993 The Vanishing - Scomparsa diretto da George Sluizer.

## Creature del cielo
- Titolo originale: Heavenly Creatures
- Diretto da: Jamie Travis
- Scritto da: Anna Christopher

### Trama
Disattivando l'antifurto il killer entra furtivamente in camera di Emma, prende il suo diario dei sogni e fugge mentre lei si sta svegliando, una volta sveglia trova un cuore intagliato in legno con su scritto "EMMA", a questo punto chiama la polizia.
Nel frattempo all'ospedale, dopo la morte di Zoe, Noah decide di chiudere il suo podcast "The Morgue" e invita i suoi amici ad andare a casa sua per ripulire lavagna degli omicidi, ma qui i suoi amici scoprono una foto del funerale di Will dove era presente sullo sfondo Eli, portando su di lui tutti i sospetti.
Eli si introduce in casa del sindaco Maddox lasciandogli un messaggio in forma anonima, nel quale gli intima di incontrarlo nel fienile, proprio nel fienile Maddox morirà per mano del killer, con Emma e Audrey che sopraggiungono poco dopo e vengono incastrate ed arrestate. Inoltre, Stavo fa visita a Noah e finisce per convincerlo a continuare "The Morgue", durante il caricamento dell'episodio omaggio a Zoe, il PC di Noah viene violato da un hacker, il quale posta tutto il lavoro del serial killer, dall'assassinio di Jake a quello di Maddox.
- Guest star: Bryan Batt (Quinn Maddox), Hunter Burke (Stevens), Sean Grandillo (Eli Hudson), Austin Highsmith (Karen Lang), Karina Logue (Tina Hudson), Anthony Ruivivar (sceriffo Miguel Acosta).
- Musiche: Novo Amor & Ed Tullett – Alps; Remmi & Mig50 –Coming For You; Agnes Obel – Familiar; July Talk – Beck + Call[22].
- Ascolti USA: telespettatori 347 000 – rating 18-49 0,18%[23]
- Citazioni e riferimenti: Il titolo dell'episodio è un omaggio al film di genere thriller psicologico del 1994 Creature del cielo diretto da Peter Jackson.

## Chiamata da uno sconosciuto
- Titolo originale: When a Stranger Calls
- Diretto da: Patrick Lussier
- Scritto da: Eoghan O'Donnell

### Trama
L'episodio inizia dove è terminato quello precedente: Emma e Audrey sono state catturate dalla polizia, incolpate dell'omicidio del sindaco Maddox. Un'auto della polizia le sta scortando in centrale quando il killer provoca un incidente, facendo fuggire le due ragazze. Ricercate, decidono di nascondersi nel cinema in cui lavora Audrey, nel quale le raggiungono Kieran, Brooke e Noah. Dopo poco, il killer accoltella Brooke (senza però ucciderla) e rapisce Audrey portandola nell'orfanotrofio abbandonato "Blessed Sisters", luogo in cui attirerà anche Emma. Appena quest'ultima vi si reca, il killer rivela la sua identità (Kieran) e uccide Eli, ma viene poi catturato dalla polizia. Nella scena finale, si vede Kieran in prigione ricevere una telefonata da qualcuno che si presume essere un nuovo assassino, il complice di Kieran o Brandon James che gli chiede chi lo abbia autorizzato ad indossare la sua maschera.
- Guest star: Hunter Burke (Stevens), Sean Grandillo (Eli Hudson), Austin Highsmith (Karen Lang), Anthony Ruivivar (sceriffo Miguel Acosta).
- Musiche: The Beaches – Give It Up; RIVVRS – Ready to Begin; Foreign Air – Free Animal; Bishop Briggs – Pray (Empty Gun)[24].
- Ascolti USA: telespettatori 341 000 – rating 18-49 0,19%[25]
- Citazioni e riferimenti: Il titolo dell'episodio è un omaggio al film horror del 1979 Quando chiama uno sconosciuto diretto da Fred Walton.

## Finale: Halloween / Halloween II

### Halloween
- Titolo originale: Halloween
- Diretto da: Oz Scott
- Scritto da: Brian Sieve

Otto mesi dopo l'arresto di Kieran, un nuovo assassino con la maschera di Brandon James lo uccide in tribunale; i restanti sei di Lakewood sono scioccati dalla sua uccisione e, rendendosi conto che Halloween è alle porte (oltre che è passato un anno da quando Piper venne smascherata come primo serial killer), decidono di prendersi una vacanza da Lakewood per recarsi in un viaggio all'isola di Shallow Grove dove Stavo e Noah (dopo aver scritto un libro sull'omicidio dei loro amici sono diventati due grapich novel di successo) e il loro editore Jeremy stanno facendo ricerche su Anna Hobbs - una ragazzina che, anni addietro, nella stessa isola, presumibilmente uccise la madre, il fratello, e l'uomo che aveva una relazione con la madre, Reginald Whitman -, nella speranza di scrivere un nuovo libro. Emma incontra un ragazzo di nome Alex Whitman, discendente dallo stesso uomo ucciso da Anna; i due hanno subito un interesse romantico l'uno nei confronti dell'altra. Dopo una festa in cui Jeremy prende in giro i sopravvissuti di Lakewood indossando la maschera e le cesoie che Anna Hobbs utilizzò la notte degli omicidi e Stavo che invita una donna di nome Billie per far ingelosire Brooke dopo aver creduto che lei non voglia il ragazzo a New York insieme a lei per il college, Billie viene uccisa da qualcuno che indossa la maschera di Anna Hobbs e le cesoie, insieme a Sid, commesso di un negozio dell'isola dove si erano recati precedentemente Noah, Stavo e Jeremy. Emma scopre il corpo di Billie quando il killer la chiama utilizzando la voce di Brandon James sostenendo che la ragazza non potrà mai liberarsi di lui.

### Halloween II
- Titolo originale: Halloween II
- Diretto da: Oz Scott
- Scritto da: Eoghan O'Donnell

I ragazzi tentano di fuggire con la barca di Alex, durante una notte di tempesta abbattutasi sull'isola, ma senza successo: la barca del ragazzo è stata rubata e di conseguenza sono tutti costretti a restare. Lo sceriffo della città, nel frattempo, viene ucciso e la sua testa mozzata viene posta sulla porta della casa di Alex. Dopo essersi perso, Jeremy ritorna dai ragazzi ma quest'ultimi credono che sia lui il killer e, rimanendo sconvolto, lo rinchiudono in un armadio. Tuttavia, egli fugge e scopre una foto di Billie e il vero Alex Whitman, rivelando di conseguenza che Alex è un impostore oltre ad essere il vero assassino; Alex, il cui vero nome è Tom Martin, uccide Jeremy. Noah, Audrey, Brooke e Stavo, attraverso un passaggio segreto nella camera da letto di Alex, scoprono che la casa del ragazzo era comunicante con la casa di Billie. Grazie a questo, Noah deduce che Anna non fu l'assassina così come la leggenda dell'isola raccontava, che lei e la sua famiglia furono attaccati da Reginald il quale fu ucciso da Anna per legittima difesa con diverse coltellate dopo aver cercato di violentare la ragazza e che Anna morì successivamente per le ferite riportate su tutto il corpo. Emma, nel frattempo, viene brevemente attaccata da Tom con la maschera di Anna addosso, ma lei lo chiude fuori dalla stanza dove la ragazza si era rinchiusa. Tom si toglie il costume e arriva nella stanza con lei fingendo di essere Alex per non destare sospetti.
Tuttavia, Emma scopre il cadavere del vero Alex all'interno di un mobile nella stessa stanza e si rende conto che Tom è il killer. Tom spiega che i suoi genitori sono stati uccisi e che lui, così come Emma, è un sopravvissuto. Sentiva la necessità di uccidere chiunque si fosse messo tra i piedi nella relazione tra lei e Emma dal momento che quest'ultimo era ossessionato dalla ragazza. Tom rivela anche che lui non ha ucciso Kieran e che non sa chi possa essere stato. Quando Emma spiega che lei non lo ama, lui la insegue fino a quando lei lo spinge giù dal balcone della villa conducendolo alla morte. Tornati a Lakewood, le domande di Noah su Kieran, nel suo podcast, come per esempio chi possa averlo ucciso, aumentano sempre più, lasciando intendere allo spettatore che tutto verrà spiegato in un terzo ed ultimo round. 
Nello stesso momento, Kevin, il padre di Emma, è in piedi di fronte alla tomba di Kieran; un uomo di cognome James, sconosciuto finora allo spettatore, entra in un motel, prenota una stanza e la receptionist gli dice: "Benvenuto a Lakewood, signor James!".
- Guest star: Alexander Calvert (Alex Whitman/Tom Martin), Alex Esola (Jeremy Blair), Zena Grey (Gina McClane), Stevie Lynn Jones (Anna Hobbs), Lindsay Lavanchy (Billie), Tom Everett Scott (Kevin Duvall).
- Musiche: Two Door Cinema Club – Bad Decisions; SAFIA – Over You; The Futures League – Can’t Hear; Halfnoise – Know the Feeling; Company – United States; MARKS – The Pretty Boys; Wave and Rome – Strangers (acoustic); Aleatoire – Headrush; The Night Cafe – Together; SYML – Where’s My Love; Jon Bryant – Light[26].
- Ascolti USA: telespettatori 295 000 – rating 18-49 0,14%[27]
- Citazioni e riferimenti: Il titolo della prima parte dell'episodio è un omaggio al film slasher del 1978 Halloween diretto da John Carpenter. Il titolo della seconda parte dell'episodio è un omaggio al film slasher del 1981 Halloween II diretto da Rick Rosenthal.